# Hiccoda flava
Hiccoda flava är en fjärilsart som beskrevs av W. Warren 1913. Hiccoda flava ingår i släktet Hiccoda och familjen nattflyn. Inga underarter finns listade i Catalogue of Life.